# Андерссон, Магдалена
Е́ва Магдале́на А́ндерссон (швед. Eva Magdalena Andersson; род. 23 января 1967, Уппсала, Швеция) — шведский политический и государственный деятель. Председатель Социал-демократической рабочей партии Швеции с 4 ноября 2021 года. Депутат риксдага с 2014 года от округа Стокгольм. В прошлом — премьер-министр Швеции (2021—2022), первая женщина на этом посту, министр финансов Швеции (2014—2021), первая женщина на этом посту.

## Биография
Родилась в 1967 году в Уппсале. Родители — Йоран Андерссон (Göran Andersson; 1936—2002), преподаватель Уппсальского университета, и учительница Эльза Биргитта Гранелл-Андерссон (Elsa Birgitta Granell-Andersson; род. 1939).
В юности активно занималась плаванием, принимала участие в соревнованиях.
В 1987 году окончила кафедральную школу в Уппсале. Она закончила Стокгольмскую школу экономики, где в 1992 году получила степень бакалавра науки (B.Sc.) в области делового администрирования и экономики. До 1995 года — послевузовское образование там же, не закончила. Осенью 1994 года училась в Институте перспективных исследований (IHS) в австрийской столице Вене. Весной 1995 года училась в Гарвардском университете.
В 1994 году преподавала в своей альма-матер, Стокгольмской школе экономики.
В 1996—1998 годах — политический эксперт в Аппарате премьер-министра Йорана Перссона, затем в 1998—2004 годах — руководитель отдела планирования в Аппарате премьер-министра. В 2004—2006 годах — государственный секретарь министерства финансов Швеции, член правления компании ATG, которая до 2019 года была монопольным оператором Швеции по приёму ставок на скачки. В 2005—2009 годах — член правления Policy Network, мозгового центра Лейбористской партии Великобритании. В 2007—2009 годах — советник по внутренней политике председателя партии Моны Салин. В 2009—2012 годах — заместитель генерального директора Шведского налогового агентства, член правления Шведской службы регистрации предприятий. В 2012—2014 годах — официальный представитель партии по экономическим и политическим вопросам.
По результатам парламентских выборов 2014 года избрана членом риксдага от Социал-демократической партии в округе Стокгольм. Переизбрана на выборах 2018 года.
3 октября 2014 года Андерссон заняла пост министра финансов Швеции в правительстве Стефана Лёвена, став первой женщиной на этом посту в истории страны.
4 ноября 2021 года по итогам голосования на ежегодном съезде в Гётеборге избрана председателем Социал-демократической рабочей партии Швеции. Сразу после того, как в августе премьер-министр Швеции Стефан Лёвен объявил о своей отставке, Магдалена Андерссон выступила в качестве главного кандидата. С тех пор её выдвигали на этот пост все партийные округа и комитет по выдвижению кандидатов от социал-демократов. К моменту выборов 4 ноября Магдалена Андерссон была единственным кандидатом на этот пост.
24 ноября 2021 года по результатам голосования в парламенте была избрана 45-м премьер-министром Швеции, став первой женщиной избранной на этот пост. За её кандидатуру высказались 117 депутатов, против — 174, 57 депутатов воздержались. Спустя несколько часов Партия зелёных вышла из коалиции с социал-демократами, после того как парламент поддержал проект бюджета, предложенный правой оппозицией: Умеренной коалиционной партией, Христианскими демократами и Шведскими демократами. Магдалена Андерссон подала в отставку, проведя всего несколько часов в качестве избранной на пост премьер-министра. 29 ноября спикер риксдага Андреас Норлен после встречи 25 ноября с лидерами восьми шведских партий повторно выдвинул Магдалену Андерссон на пост премьер-министра.
29 ноября 2021 года Магдалена Андерссон повторно избрана на должность премьер-министра. Против её кандидатуры проголосовали 173 депутата, за — 101, 75 воздержались. Нина Лундстрём выступила против линии партии (Либералы) и воздержалась. 30 ноября Магдалена Андерссон стала первым лидером партии за 15 лет, которая возглавила однопартийное правительство, состоящее только из социал-демократов. С учётом 100 мест у социал-демократов в риксдаге, правительство меньшинства Андерссон — самое слабое со времён правительства меньшинства Улы Ульстена в 1978 году с 39 местами в парламенте.

## Личная жизнь
С 1997 года Андерссон замужем за Рихардом Фрибергом (Richard Friberg; род. 1967), профессором экономики в Стокгольмской школе экономики. В этом браке родились двое детей. Пара — заядлые любители активного отдыха; они часто ходят в походы, занимаются каякингом и альпинизмом. Андерссон живёт в Нака, пригороде Стокгольма.